# Duo Játékok
Duo Játékok (uitgesproken als: yatékok) is een pianistenduo bestaande uit Adélaïde Panaget en Naïri Badal, opgericht in 2007. Ze spelen met vier handen op één piano.

## Naïri Badal en Adélaïde Panaget
Naïri Badal leerde de piano kennen dankzij haar grootmoeder Joyce Boujikanian, concertpianist en docent in Libanon. In 2005 vervolgde Naïri haar studies aan de CNSM in Parijs in de klas van Brigitte Engerer en behaalde in 2010 haar Master II piano. Zij stelde haar voor om samen een stuk met vier handen te spelen, namelijk de Polovetzer dansen van Aleksandr Borodin.
Naïri won de 1ste prijs in de Madaleine de Valmalète-wedstrijd en een 3de prijs in de FLAME-wedstrijd. In 2009 won ze een Schubert Special Prize op de Europese competitie in Praag.
Adélaïde Panaget trad toe tot de CNSM  in 2006. Ze volgde pianolessen bij Nicholas Angelich en Romano Pallottini, en lessen in kamermuziek bij Marc Coppey, Claire Désert en Ami Flammer. Ze bracht een jaar door aan de Irish Academy in Dublin en studeerde bij pianist John O'Conor.
Adélaïde en Naïri leerden elkaar kennen op de CNSM, toen ze beiden 10 jaar oud waren. Ze volgden toen het gespecialiseerde masterprogramma voor twee piano's en vier handen onder leiding van Claire Désert en Ami Flammer.

## Duo Játékok
In 2007 richten Adélaïde en Naïri samen Duo Játékok op. Zij kiezen deze naam in verwijzing naar een hedendaags werk van György Kurtág, Játékok betekent "spellen" in het Hongaars. Ze kiezen ervoor om met vier handen op één piano te spelen, op een manier dat ze beiden evenveel bezig zijn met de muziek, niet dat ze zich beide focussen op een apart deel van de muziek maar zorgen voor samenhang.
In 2013 vormden ze een kwartet van 2 piano's en 2 percussies met Jean-Batiste Leclère, eerste solo-percussie van het orkest van de Opéra national de Paris en Nicolas Lamothe, tweede solo-percussie van het Philharmonic Orchestra van Radio France.
In 2013 werden ze uitgenodigd voor een residentie in de Muziekkapel Koningin Elisabeth in België, onder leiding van het Artemis Quartet.
In 2015 brachten ze hun eerste album uit: Danses. In dit album speelden ze klassieke werken met vier handen op een enkele piano. Ze speelden onder andere werken van de Noorse componist Grieg voor het ritme van populaire dansen, werken van Samuel Barber, New Yorkse componist en pianist, maar ook stukken van Ravel en de Polovetzer dansen van Aleksandr Borodin.
In 2016 speelden ze een muzikaal en visueel verhaal van Tsjajkovski's Notenkraker, met Marina Sosnina, een kunstenares die werkt met zand.
Op 11 en 13 juli 2017 waren ze de openings-act voor Rammstein toen ze in de Arena van Nîmes speelden. Later, in 2019, werden ze teruggevraagd door Rammstein om hun openings-act te zijn voor het eerste deel van hun Europese Stadiumtour. Vanwege persoonlijke projecten konden ze niet op alle datums aanwezig zijn en werden ze vervangen door het gelijkaardige duo, Duo Abélard. Als voorstuk voeren ze 8 nummers uit van het album Klavier, een compilatie van Rammstein-liedjes die op de piano worden uitgevoerd. Ze verschijnen ook samen met Rammstein op het podium tijdens het nummer Engel. De band speelt een rustigere cover-versie van Scala & Kolacny Brothers en terwijl de bandleden zingen, speelt Duo Játékok piano.

## Prijzen en onderscheidingen
- Concours international Valberg, 2007
- Concours Grieg, Oslo, 2009
- Concours international pour duo de piano, Rome, 2011
- Prix de la musique contemporaine au forum musical de Normandie, 2012
- Concours international de Gand, 2013

## Discografie
- Danses, Duo Játékok, Adelaïde Panaget, piano, Naïri Badal, piano, Mirare